# Stanley Matthews
Sir Stanley Matthews (Hanley, 1º febbraio 1915 – Stoke-on-Trent, 23 febbraio 2000) è stato un calciatore e allenatore di calcio britannico, di ruolo centrocampista.
Soprannominato Il Mago del Dribbling o semplicemente Il Mago, è considerato uno dei più forti giocatori inglesi della storia del calcio. Occupa la 17ª posizione nella speciale classifica dei migliori calciatori del XX secolo pubblicata dalla rivista World Soccer e la 11ª posizione nell'omonima classifica stilata dall'IFFHS. Fu il primo giocatore a vincere il Pallone d'oro, così come il primo a vincere il premio di Calciatore dell'anno della Football Writers' Association. Unico calciatore ad aver ricevuto una Knight Bachelor prima del ritiro, fu il giocatore più anziano a giocare nel massimo livello della divisione calcistica inglese e a rappresentare il suo paese. Nel 2002 è stato inoltre inserito nell'Hall of Fame del calcio inglese.
Passò in totale 19 anni della sua carriera con lo Stoke City, giocando per i Potters dal 1932 al 1947, e di nuovo dal 1961 al 1965. Con la maglia biancorossa vinse due volte la Second Division, nella stagione 1932-1933 e in quella 1962-1963. Frammezzo alle due esperienze con lo Stoke City, giocò per 14 anni con il Blackpool, dove, dopo due sconfitte in finale di FA Cup nel 1948 e nel 1951, trionfò nel 1953 in una finale che, per la sua memorabile prestazione, venne rinominata "La finale di Matthews". Con la nazionale tra il 1934 e il 1957 raggiunse la quota di 57 presenze, disputando il campionato mondiale del 1950 e il successivo, si aggiudicò inoltre 9 edizioni del Torneo Interbritannico.
Dopo un periodo senza esito come allenatore del Port Vale tra il 1965 e il 1968 incominciò a girare il mondo allenando dilettanti. Tra le sue esperienze la più rilevante fu quella in Sudafrica dove, nonostante le dure leggi sull'apartheid, istituì una squadra composta esclusivamente da giocatori neri (nota come Stan's Men) a Soweto nel 1975.

## Biografia

### Infanzia e adolescenza
Matthews nacque il 1º febbraio 1915 in una villetta a schiera di Seymour Street, a Stoke-on-Trent. Era il terzo dei quattro figli di Jack Matthews, un pugile del luogo. Frequentò la Hanley's Wellington Road School e Matthews stesso si descrisse come «per molti versi, un allievo modello». Iniziò a giocare a calcio già da bambino, disputando diverse partitelle con gli amici, che lo aiutarono a migliorarsi nel dribbling. Nel giardino dietro casa si allenava a dribblare tutto il giorno le sedie della cucina.
Anche se poi sarebbe diventato una delle figure più significative dello Stoke City, Matthews crebbe tifando i rivali del Port Vale. Nonostante suo padre volesse che il piccolo Matthews seguisse le proprie orme nella carriera pugilistica, all'età di 13 anni decise di provare a diventare un calciatore. Sua madre Elizabeth appoggiò questa decisione e convinse il padre che Stanley avrebbe dovuto seguire la propria passione. Suo padre avrebbe acconsentito a tale scelta qualora il figlio fosse stato scelto dall'England Schoolboys. Matthews giocò per la rappresentativa a 14 anni, nel 1929, contro il Galles, in una partita disputata al Dean Court di Bournemouth.

### Vita privata

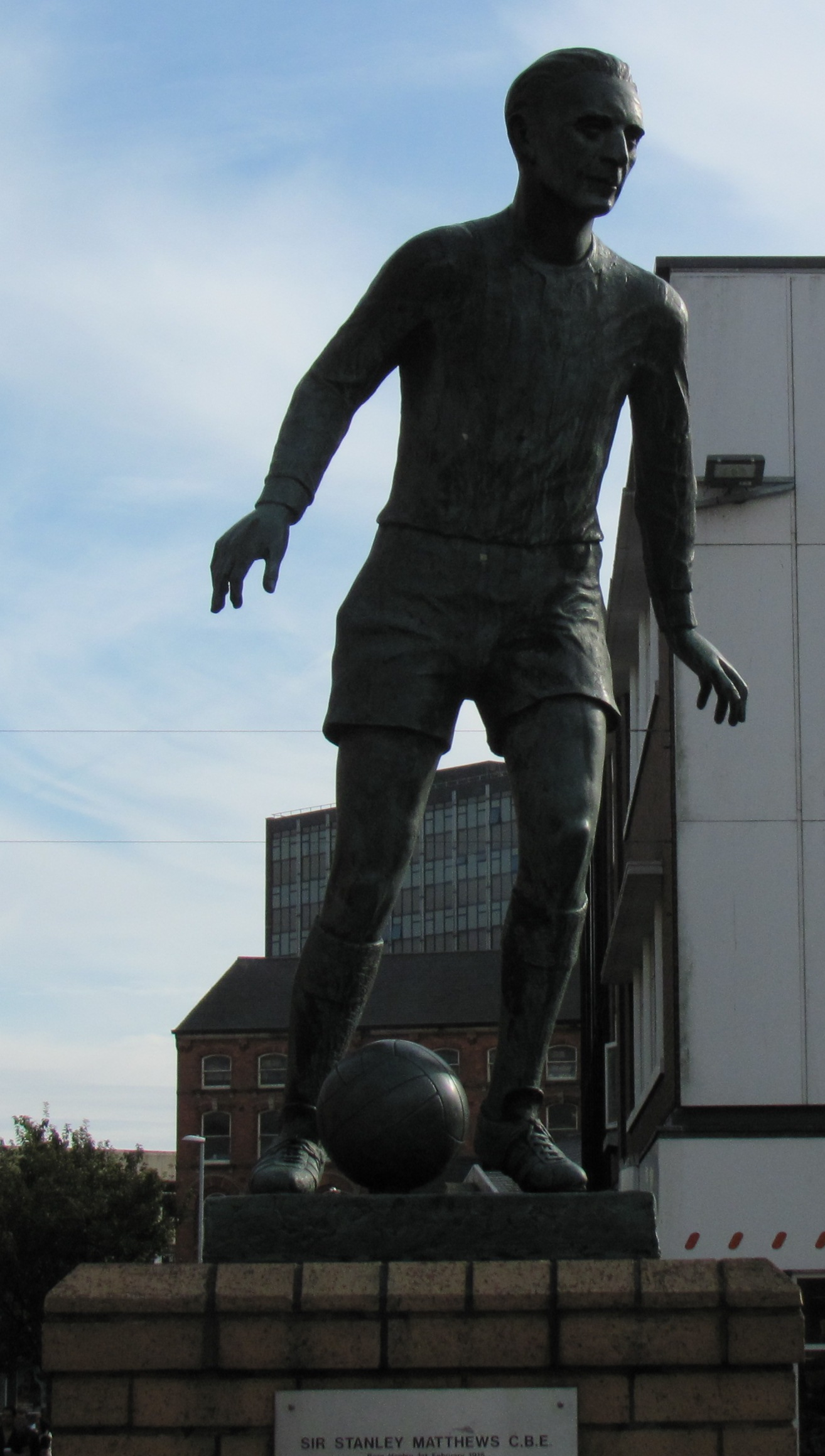
Statua dedicata a Matthews nel centro di Hanley

Nell'estate del 1934 Matthews sposò Betty Vallance, figlia dell'allenatore dello Stoke City Jimmy Vallance, che aveva incontrato per la prima volta il giorno del suo quindicesimo compleanno al Victoria Ground, dove svolgeva il ruolo di fattorino. La coppia ebbe due figli: Jean, nata nel 1939, e Stanley Jr., nato 6 anni dopo, che divenne un giocatore di tennis. Matthews diventò nonno nel 1965, quando sua figlia Jean, che lo considerò sempre un buon padre, diede alla luce Matthew Gough. Divenne per la prima volta bisnonno nel 1999, quando suo nipote Matthew ebbe un figlio, Cameron.
Nel 1967, durante una tournée in Cecoslovacchia con il Port Vale, incontrò Mila, l'interprete del gruppo. Nonostante fosse sposato con Betty Vallance, Matthews si convinse di aver trovato il vero amore in Mila e divorziò quindi da sua moglie. Matthews e Mila passarono diversi anni insieme tra Malta (in particolare a Marsa Scirocco), Canada e Sudafrica. Mila scomparve a 71 anni nel 1999; dopo la sua morte, secondo Lee Scott (che aiutò il calciatore a scrivere la sua autobiografia), Matthews non fu più la stessa persona.

### Rapporto con la FA
Matthews ebbe un rapporto travagliato con la FA, la federazione calcistica inglese. Mentre lui rimase in Brasile a studiare le squadre avversarie dopo l'eliminazione della sua Nazionale al Campionato mondiale del 1950, i dirigenti e i media della FA tornarono subito in Inghilterra per, secondo Matthews, «nascondere la testa sotto la sabbia». Matthews criticò, spesso duramente, la FA, citandola come una "brigata in giacca" e dalle idee conservative, sottolineando come molti dirigenti fossero ex-studenti dell'Eton College. Secondo lui, la FA trattava i giocatori e i tifosi malamente, dimostrava arroganza ignorando competizioni che non controllava (come il Campionato mondiale o i tornei europei) e guardando alle innovazioni con eccessivo sospetto (ad esempio, la FA sancì l'utilizzo dei fari da stadio soltanto nel 1952, nonostante l'illuminazione artificiale fosse stata sperimentata già dal 1878; inoltre per anni insistette a utilizzare equipaggiamento obsoleto, come delle pesanti scarpe "rinforzate"). Per la finale di FA Cup 1953 la FA distribuì ai tifosi del Blackpool 12 000 dei 100 000 biglietti disponibili; a proposito di ciò Matthews scrisse: «Non riuscivo a decidere se fossero degli stupidi o semplicemente non si interessassero ai sentimenti dei tifosi che erano la linfa vitale del gioco».

### Dopo il ritiro e morte
Dopo aver girato il mondo in tournée visitando l'Australia, gli Stati Uniti, il Canada e specialmente l'Africa, Matthews ritornò a Stoke-on-Trent con la moglie Mila nel 1989. Andò a vivere nella township di Penkhull, nel palazzo dove nacque Oliver Lodge. Giocò la sua ultima partita nel 1985, all'età di 70 anni, un'amichevole tra ex calciatori di Inghilterra e Brasile, perdendo 6-1 contro giocatori come Tostão, Amarildo e Jairzinho Durante l'incontro si danneggiò una cartilagine
Morì il 23 febbraio 2000, all'età di 85 anni, dopo essersi ammalato durante una vacanza a Tenerife. Mila era morta l'anno prima. La sua morte fu annunciata alla radio prima di un'amichevole tra Inghilterra e Argentina. Ricevette parole di elogio da moltissimi colleghi, tra i quali Pelé, Brian Clough e Gordon Banks, che sottolinearono il talento come calciatore e la statura morale della persona.

## Caratteristiche tecniche
Dalle dichiarazioni di suoi colleghi come Franz Beckenbauer, John Charles e Johnny Giles si ricostruisce il profilo di un giocatore intelligente sul campo, abile nei passaggi, con un efficace dribbling e controllo di palla; a queste caratteristiche coniugava una notevole velocità. Esterno destro piuttosto prolifico nella prima parte della sua carriera – in quattro stagioni riuscì a marcare 38 reti –, arretrò progressivamente la sua posizione per via delle marcature sempre più rigide riservategli dai difensori avversari; iniziò pertanto a segnalarsi più come assist-man che come realizzatore.
Estremamente longevo, si mantenne in forma per giocare a livelli professionistici fino a 50 anni grazie a una dieta quasi vegetariana e alla sua astinenza da alcol. La sua routine di allenamento includeva una corsa per le spiagge di Blackpool alle 7:00, indossando scarpe aggravate con piombo cosicché ritornando a indossare scarpe adeguate potesse sentire i piedi più leggeri dandogli l'impressione di poter correre più velocemente. Raggiunse grazie ad anni di allenamento un livello di forma fisica che mantenne negli anni, anche quando, intorno alla metà degli anni '50, smise di allenarsi intensamente. Non prese mai il vizio del fumo, e dalla sua infanzia fino alla vecchiaia mantenne un rigido sistema di alimentazione. In un'intervista per la FA, dichiarò: «Ebbi degli ottimi consigli e iniziai a mangiare più insalate e frutta, e ogni lunedì non mangiavo. Un solo giorno, di lunedì, ma mi sentivo meglio». L'unica volta che consapevolmente bevve alcol fu dello champagne per festeggiare la vittoria dell'FA Cup nel 1953. Alla cura per l'allenamento e l'alimentazione aggiunse quella dell'equipaggiamento: utilizzò fino al suo ritiro degli scarpini, scoperti durante la Coppa del mondo del 1950, più leggeri che non si trovavano in commercio in Inghilterra. Alla leggerezza degli scarpini corrispondeva anche una delicatezza che costrinse Matthews, nel corso della sua carriera, a usarne numerosissime paia.
Nel corso della sua carriera non ricevette alcuna sanzione disciplinare: secondo il compagno Jimmy Armfield, Matthews era infatti capace di mantenere la concentrazione e non perdere la tempra, nonostante subisse spesso interventi duri. Poco avvezzo a contrastare gli avversari in possesso di palla, peccava nel colpo di testa e nell'utilizzo del piede sinistro.

## Carriera

### Giocatore

#### Club

##### Stoke City (1931-1947)
Varie società si interessarono a Matthews dopo la sua apparizione con gli England Schoolboys. Tom Mather, allenatore dello Stoke City, propose al padre di Stanley di aggregare il giovane, nel giorno del suo quindicesimo compleanno, al personale del club come fattorino. La paga era di una sterlina a settimana. La prima stagione Matthews giocò per la squadra riserve dello Stoke City, disputando il primo incontro contro il Burnley.
L'annata successiva Matthews partecipò a 22 partite, cercando il più possibile di migliorare il suo gioco. In una di queste partite, contro il Manchester City, con un'abile schivata scartò il terzino sinistro prima che quest'ultimo potesse ingaggiare un contrasto con lui, non seguendo la mentalità comune dell'epoca – cioè quella di aspettare che il difensore raggiungesse l'attaccante. La sua nuova tecnica ebbe particolare successo e la stampa nazionale iniziò a presagire un futuro brillante per l'adolescente. Al compimento dei 17 anni d'età decise di continuare la sua esperienza con lo Stoke City firmando un contratto professionale con la squadra. Guadagnava 5 sterline a settimana, il massimo salario per il periodo, nonostante fosse alla sua prima stagione da professionista. Il debutto con la prima squadra fu il 19 marzo 1932, al Gigg Lane contro il Bury; i Potters vinsero la partita per 1-0 e Matthews dovette sùbito misurarsi con il gioco prettamente fisico degli avversari.
Nella stagione 1932-1933 Mather utilizzò Matthews in 15 partite, con le quali riuscì, il 4 marzo 1933, a segnare la prima rete in prima squadra contro i rivali del Port Vale. Terminato il campionato la squadra si assestò in prima posizione, superando di un punto il Tottenham. Nel primo torneo di First Division, nel 1933-1934 Matthews tra campionato e coppa segnò un totale di 15 gol in 33 presenze, rendendo questa la stagione più prolifica della sua lunga carriera; la squadra si assicurò il 12º posto in classifica. La crescita di Matthews come calciatore fu anche notata dalla Football League, che nel campionato successivo lo scelse per disputare una partita contro la Irish Football League, la selezione inglese vinse per 6-1. Dopo questa partita esordì con la Nazionale maggiore e successivamente giocò di nuovo per la Football League affrontando la Scottish Football League.

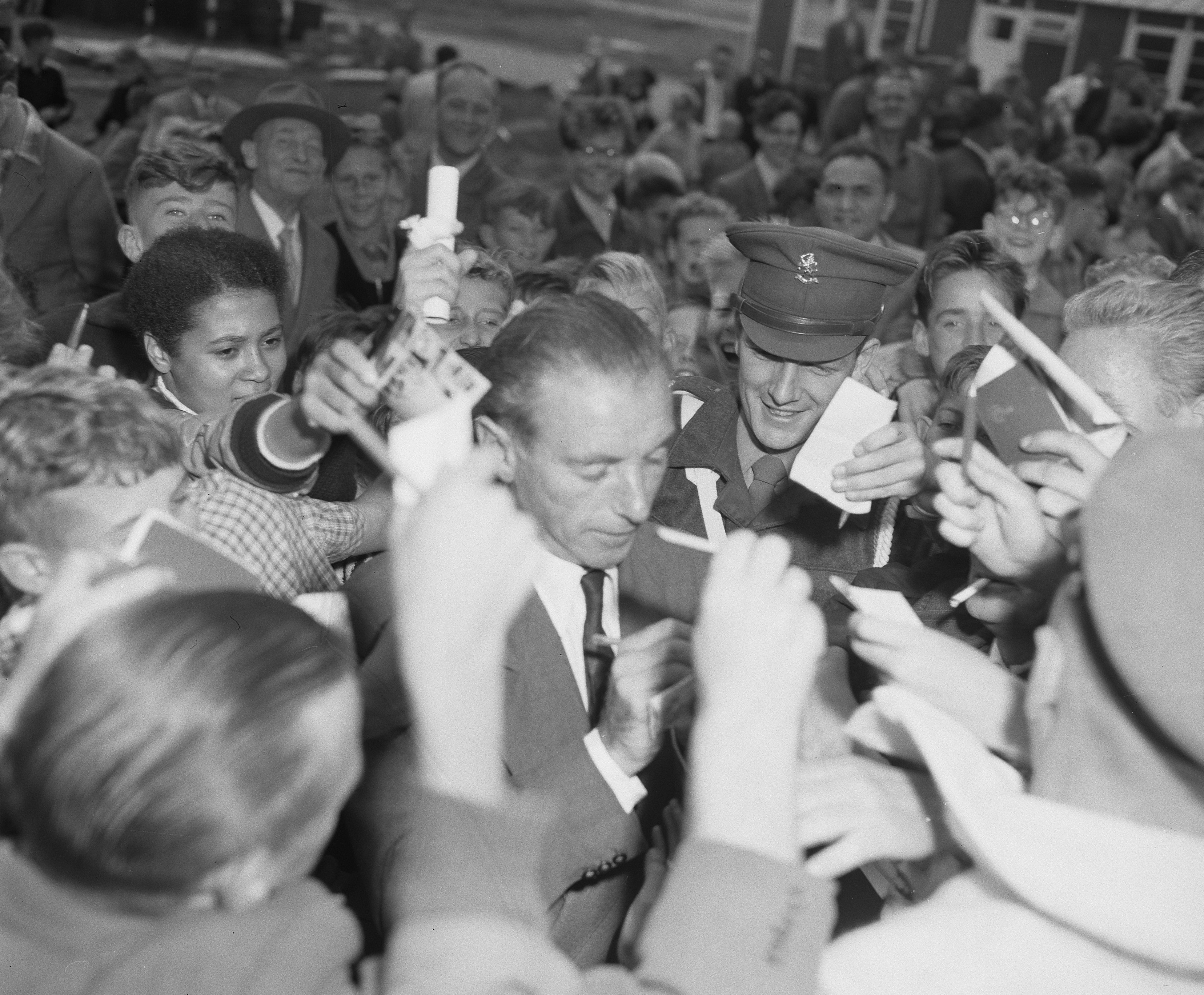
Matthews firmando degli autografi nel 1957

Nell'edizione 1935-1936 Bob McGrory fu assunto come allenatore. Sotto la sua guida il club di Stoke-on-Trent raggiunse il 4º posto, il miglior piazzamento della sua storia. Matthews continuò ad allenarsi faticosamente, in particolare sulle finte. Nella stagione successiva partecipò a 42 gare, tra cui la vittoria con il maggior scarto di reti dello Stoke City, un 10-3 contro il West Bromwich Albion. A fine stagione ricevette una gratifica di 650 sterline per la lealtà dimostrata verso la società; inizialmente il consiglio volle retribuirgli solo 500 sterline in quanto le sue prime stagione furono disputate da dilettante, questo atteggiamento amareggiò molto il calciatore.
Lo Stoke City nel campionato 1937-1938 si trovò invischiato nella lotta per non retrocedere. Secondo voci di corridoio i compagni di Matthews iniziarono a provare risentimento verso il collega per via del successo con la Nazionale maggiore; questi pettegolezzi infastidirono Matthews che avanzò una domanda di trasferimento a febbraio che fu rifiutata. La richiesta fu resa pubblica e Matthews decise di prendersi un paio di giorni liberi per riposare a Blackpool, essendo turbato dall'attenzione e dalle molestie dei tifosi dello Stoke City che lo pregavano di rimanere. Il presidente dello Stoke City Albert Booth chiarì a Matthews che non gli era permesso di lasciare la società e tremila tifosi dello Stoke organizzarono una riunione dove spiegarono la loro posizione – anche loro desideravano che Matthews restasse. Commosso dall'affetto dei tifosi e esausto dall'attenzione che riceveva decise di non muoversi da Stoke-on-Trent. La stagione seguente Matthews giocò 38 partite e la squadra si piazzò settima. Fu l'ultima edizione disputata prima della seconda guerra mondiale, e fino al 1946 non ci fu un altro campionato ufficiale organizzato dalla Football League.
Matthews perse 6 anni di professionismo (da 24 anni a 30 anni) a causa della guerra. Si arruolò nella Royal Air Force e fu di base a Blackpool, il suo sottufficiale era Ivor Powell. Arrivò al ruolo di caporale nonostante lui stesso ammise di essere indulgente e permissivo coi suoi sottoposti. Disputò 69 partite di tornei calcistici di guerra con lo Stoke City e 89 con il Blackpool. In aggiunta a queste giocò diverse partite per squadre scozzesi come l'Airdrieonians, il Morton e il Rangers, inoltre affrontò la Dinamo Mosca con la maglia dell'Arsenal in una partita con nebbia fitta. Giocò anche 29 gare con la Nazionale che non sono considerate come ufficiali dalla FA. Nel 1946 disputò anche la gara di FA Cup tra Stoke City e Bolton Wanderers che causò il disastro del Burnden Park. Matthews inviò 30 sterline al fondo per il disastro e ne rimase così turbato che non riuscì ad allenarsi per giorni. L'anno prima morì il padre di Matthews, che sul letto di morte, si fece promettere due cose: che il figlio badasse alla madre e che vincesse una FA Cup.
Il primo campionato di First Division riprese nella stagione 1946-1947, Matthews giocò 23 partite nelle quali contribuì a 30 reti delle 41 segnate complessivamente dalla squadra Lo Stoke City riuscì a ripetere il record di piazzamento del club, arrivando al 4º posto e totalizzando due punti in meno del vincitore, il Liverpool. Nel mese di febbraio, dopo essere ritornato da un infortunio al ginocchio l'allenatore McGrory decise di escludere Matthews dai titolari per una partita contro l'Arsenal; la stampa riportò di una lite tra i due. Ritornato in campo contro il Brentford, dopo la partita scoprì che fu schierato solo per sopperire all'infortunio di Bert Mitchell. Matthews chiese una seconda richiesta di trasferimento che il consiglio dello Stoke City accettò, considerando anche il fatto che i rapporti tra Matthews, McGrory e il consiglio non furono mai dei migliori. Scelse Blackpool in quanto rimase a vivere nei paraggi dopo aver servito la RAF. Lo Stoke City approvò il trasferimento a condizione che fosse rivelato solo al termine della stagione, per non importunare la corsa al titolo della squadra. Tuttavia il cambio di società fu rivelato alla stampa in un paio di ore da una persona non identificata.

##### Blackpool (1947-1961)
Il 10 maggio 1947 si trasferì al Blackpool all'età di 32 anni per 11 500 sterline. L'allenatore Joe Smith fece subito intendere di apprezzare il giocatore, consigliandogli di giocare come meglio credeva avendo piena fiducia nelle sue abilità. Smith si concentrò sul migliorare la spettacolarità del gioco della squadra schierando un talentuoso quartetto formato da Matthews, Stan Mortensen, Jimmy McIntosh e Alexander Munro. I Seasiders terminarono la stagione al nono posto e arrivarono alla finale di FA Cup dove persero a vantaggio del Manchester United. La partita finì 4-2 dopo una rimonta della squadra di Manchester; Matthews in particolare fece un assist che fu trasformato in rete da Mortensen. La sera stessa della gara, il 23 aprile 1948, Matthews ricevette l'edizione inaugurale del premio Calciatore dell'anno assegnato dalla  Football Writers' Association.
La stagione seguente il Blackpool arrivò al sedicesimo posto non senza difficoltà; degli infortuni che si protrassero anche d'estate, in particolare alla caviglia, limitarono a 28 le presenze di Matthews. Anche la stagione 1949-1950 fu infruttuosa di trofei con il Blackpool che si piazzò settimo ma la qualità del gioco espresso dalla squadra attirò un vasto pubblico nelle partite in casa e in trasferta. A quel tempo Matthews riceveva il salario massimo permesso a un calciatore – 12 sterline a settimana.
Nella stagione 1950-1951 il Blackpool terminò terzo e Matthews giocò 44 partite tra campionato e coppa. Citò tra i momenti salienti della sua stagione una vittoria per 2-0 contro il Sunderland, un pareggio per 4-4 con l'Arsenal e una sconfitta inflitta dal Newcastle per 4-2. Nella coppa nazionale, il Blackpool arrivò in finale dove sfidò il Newcastle; nonostante fossero i favoriti, il Blackpool perse per una doppietta di Jackie Milburn.
Dopo essersi infortunato alla caviglia durante il mese di novembre, saltò la maggior parte della stagione 1951-1952, e rimase a lavorare nell'hotel gestito da lui e la sua coniuge. Fu in questo periodo che eliminò la carne rossa dalla sua dieta conducendone una quasi-vegetariana. Il nuovo allenatore dello Stoke, Frank Taylor, tentò di riportare Matthews alla squadra biancorossa, ma Joe Smith si assicurò che il giocatore rimanesse, e in un discorso motivazionale gli promise di avere ancora possibilità per vincere una FA Cup e aggiunse: «molte persone pensano che io sia pazzo, ma anche se hai 37 anni, credo che il tuo miglior calcio debba ancora venire».

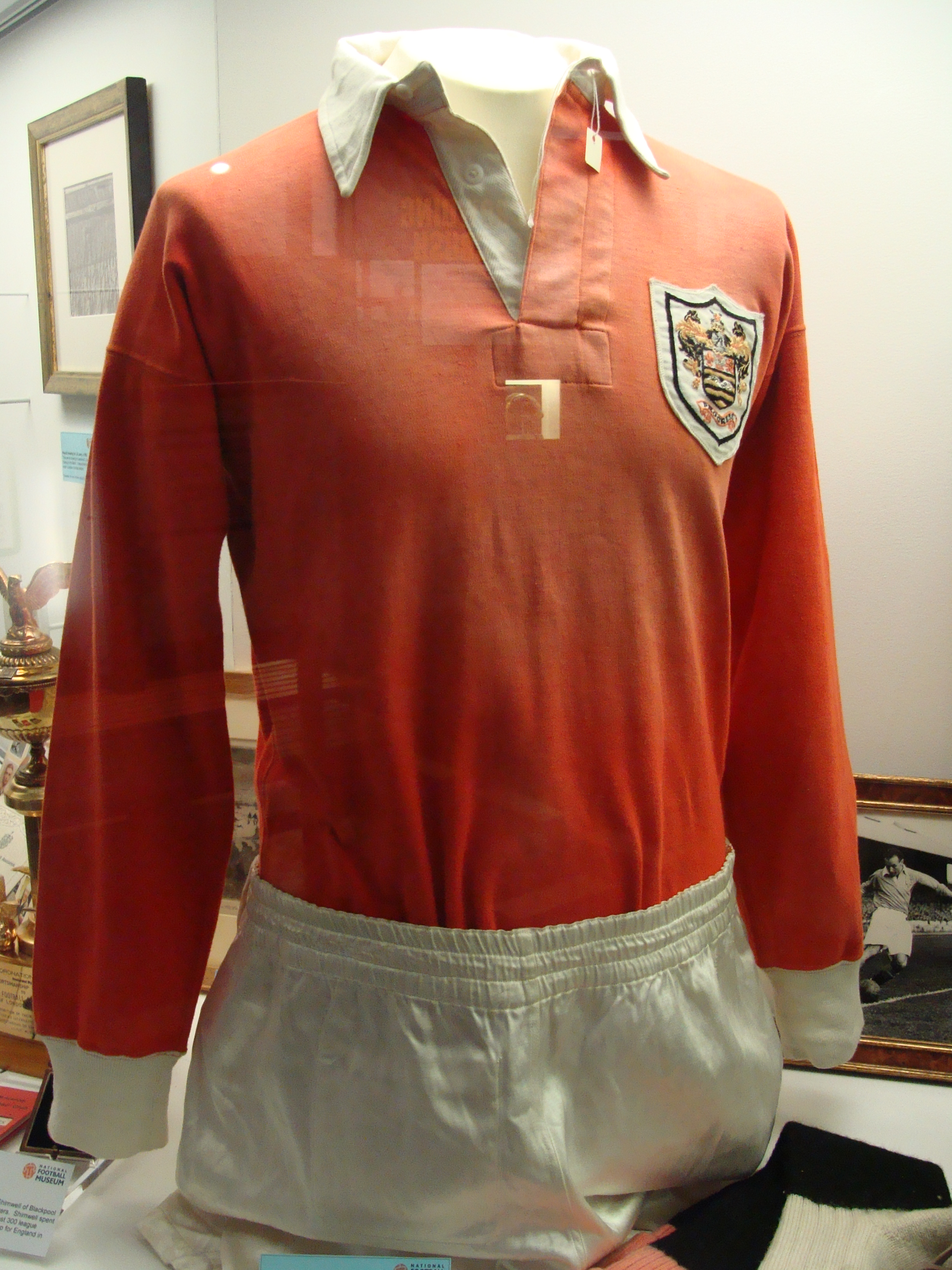
La maglietta della "finale di Matthews"

Le parole di Smith si rivelarono profetiche: la stagione 1952-1953 vide Matthews vincere la sua prima FA Cup disputando un'ottima finale. Il Blackpool arrivò a recuperare uno svantaggio di 3-1 contro il Bolton concludendo la partita avanti per 4-3 grazie a una tripletta di Mortensen, ma venne esaltata particolarmente la prestazione di Matthews al punto di rinominare la partita "La finale di Matthews", appellativo che lui sempre rifiutò dando il merito della vittoria ai compagni e all'autore della tripletta. Durante l'annata fu vittima di un infortunio muscolare che lo costrinse fuori dai campi per diversi mesi.
Il successo nella coppa nazionale non si ripeté nell'annata successiva dove il Blackpool venne eliminato al quinto turno dal Port Vale, mentre in campionato la squadra terminò sesta. Nel campionato 1954-1955, ormai quarantenne, Matthews fu continuamente considerato come un calciatore finito dai giornalisti per ogni prestazione sottotono o partita mancata – ne saltò 8 – ma Matthews ribadì che le illazioni della stampa erano stupidaggini. Non era della stessa opinione dei giornalisti Tom Whittaker, allenatore dell'Arsenal, che tentò di portare il giocatore ai Gunners offrendogli un ricco salario.
Smith, l'allenatore del Blackpool, integrò nella formazione due giovani talenti come Jimmy Armfield e Jackie Mudie che aiutarono la squadra a piazzarsi al secondo posto dietro i campioni incontrastati del Manchester United che chiusero con 11 punti di vantaggio. In questa stagione Matthews disputò quella che, secondo lui, fu la sua miglior performance nella sua carriera: una vittoria per 3-1 contro l'Arsenal nella giornata inaugurale della stagione. Alla fine della stagione fu nominato vincitore della prima edizione del Pallone d'oro battendo Alfredo Di Stéfano per 47 voti a 44.
Rimase un giocatore chiave anche nella stagione 1956-1957 (dove il Blackpool finì quarto), nonostante un infortunio che gli permise di disputare solamente 25 partite. Matthews segnò il suo ultimo gol con la maglia del Blackpool il 3 settembre 1956, in trasferta contro il Tottenham fissando il punteggio sul 4-1. L'annata successiva il Blackpool terminò settimo e le strade dell'allenatore e della squadra si separarono a fine stagione.
Smith fu rimpiazzato da Ron Suart, il quale considerava Matthews diversamente dal predecessore, piazzandolo sulla fascia e valutando in maniera minore il suo contributo alla squadra. Di conseguenza disputò solo 19 partite nella stagione 1958-1959. Trovò ancora meno spazio nell'annata successiva, dove raccolse 15 presenze e vide giocare al posto suo i nuovi acquisti Steve Hill e Arthur Kaye. La tendenza si invertì nella stagione seguente dove Matthews collezionò 27 presenze in campionato, mentre il Blackpool lottava per non retrocedere.
La sua ultima stagione con la maglia del Blackpool lo vide partire dietro Hill nelle gerarchie, e tornò in campo solo quando quest'ultimo subì un infortunio, nella partita vinta per 4-0 contro il Chelsea.
Con Jackie Mudie nella primavera del 1961 venne ingaggiato dal Toronto City, società militante nella Eastern Canada Professional Soccer League, ottenendo il primo posto nella stagione regolare ma venendo eliminato nella semifinale per l'assegnazione del titolo.
Tornerà al City nel 1965 per un incontro di esibizione.
Tornato in patria giocò la sua ultima partita con la maglia del Blackpool, la numero 440, il 7 ottobre 1961 in una sconfitta per 3-0 contro l'Arsenal ad Highbury. Scelse di tornare nella squadra della sua città natale dove incontrò l'ex compagno e amico intimo Mudie e un allenatore disposto ad accoglierlo, Tony Waddington. Il Blackpool ricevette 3,500 sterline dal trasferimento.

##### Ritorno allo Stoke City (1961-1965)

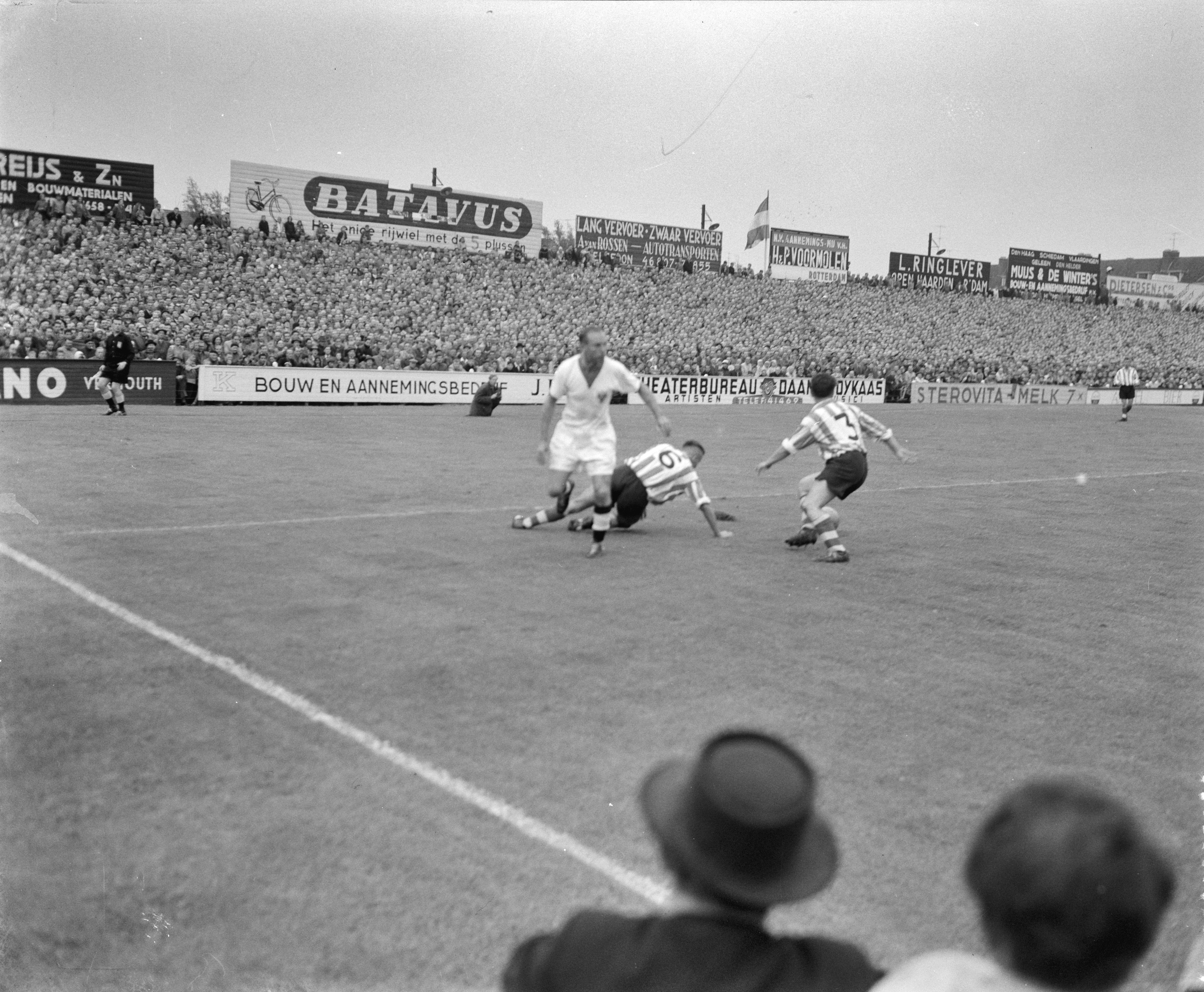
Matthews in un'azione di gioco nel 1957

Allo Stoke Matthews tornò a confrontarsi con la seconda serie calcistica inglese dopo 28 anni. Nonostante la società fosse a corto di soldi firmò un contratto biennale per 50 sterline a settimana, il doppio di quanto riceveva al Blackpool. La firma del contratto fu trasmessa in diretta su Sportsweek e Waddington spese parole entusiaste per il nuovo acquisto. La sua prima partita dal ritorno fu il 24 ottobre 1961 contro il l'Huddersfield Town. Gli spettatori erano 35.974, più del triplo della partita precedente, e Matthews fece un assist nel 3-0 finale. La stagione proseguì con 3 gol in 21 presenze.
L'anno successivo lo Stoke riuscì a centrare l'obiettivo della promozione, schierando una formazione con molti giocatori in avanti con gli anni risultando così la più anziana della English Football League, insieme al nuovo acquisto Eddie Clamp che divenne un buon amico di Matthews fuori dal campo. Matthews segnò il suo unico gol stagionale nella partita di chiusura del torneo, una vittoria per 2-0 contro il Luton Town che assicurò il primo posto e la promozione ai Potters. A fine stagione venne nominato per la seconda volta in carriera Calciatore dell'anno dalla Football Writers' Association, a 15 anni dall'ultima volta.
L'annata successiva fu costretto a saltare tutte le partite da gennaio in poi, mancando anche alla finale della English Football League Cup dove lo Stoke perse per 2-0 contro il Leicester City. Considerando il fatto che infortuni minori che precedentemente richiedevano pochi giorni di riposo arrivarono a costargli anche due settimane di interruzione, Matthews decise di ritirarsi alla conclusione della stagione seguente.
Iniziò quindi la sua ultima stagione nella sua longeva carriera come riserva. Il 1º gennaio del 1965 fu nominato Knight Bachelor nonostante Matthews stesso non si fosse mai considerato degno di tale onore. La sua unica apparizione stagionale fu l'ultima partita professionistica mai giocata, una vittoria per 3-1 il 6 febbraio 1965, poco dopo aver compiuto 50 anni, contro il Fulham; Matthews fu schierato per necessità di sopperire alle assenze di due compagni infortunati. Malgrado il ritiro Matthews credette di aver lasciato il calcio giocato troppo presto e che avrebbe potuto continuare a giocare per almeno due anni.
Lo Stoke City organizzò in suo onore un'amichevole, il 28 aprile 1965 al Victoria Ground, a cui parteciparono moltissimi colleghi anche al di fuori dell'Inghilterra. La squadra di Stanley perse per 4-6 contro una selezioni di giocatori stranieri e a fine partita fu sollevato sulle spalle di Puskás e Jašin.

#### Nazionale
Matthews debuttò con la Nazionale inglese nel 1934 al Ninian Park contro il Galles, segnando il terzo gol del 4-0 finale. La sua seconda partita fu la famigerata Battaglia di Highbury, dove fece l'assist per il primo gol della partita. La partita fu così dura e maschia che si rivelò la più violenta che Matthews abbia mai giocato secondo il medesimo. La sua partita successiva fu contro la Germania il 4 dicembre 1935 al White Hart Lane, vinta per 3-0. Matthews offrì una prestazione scadente, sconfitto in entrambe le fasi di gioco dall'avversario opposto Reinhold Münzenberg. A fine partita venne fischiato dai tifosi e criticato dalla stampa di settore.
Dovette aspettare quasi un anno e mezzo prima di poter tornare a giocare con la maglia inglese, il 17 aprile 1937 contro gli antichi rivali Scozia all'Hampden Park, nonostante non fosse fisicamente in forma prima della partita; nonostante una buona prestazione degli inglesi vennero sconfitti per 3-1. Dopo un'altra partita contro il Galles dove andò nuovamente a segno, segnò la sua prima e unica tripletta con la maglia della Nazionale, in un'amichevole terminata 5-4 contro la Nazionale cecoslovacca.
Nel 1938 disputò 8 partite con la maglia inglese, iniziando con una sconfitta contro la Scozia di un giovane Bill Shankly. Giocò nuovamente contro la Germania nella capitale tedesca, dove insieme alla squadra poté testimoniare della devozione del popolo tedesco nei confronti del Führer. Prima della partita la FA, sotto comando del governo inglese, istruì i giocatori di compiere un saluto nazista come parte delle strategie politiche di appeasement. L'Inghilterra vinse per 6-3, una rete fu marcata da Matthews che riuscì a riscattare la precedente performance mediocre contro Münzenberg. Dopo la fine della tournée estiva Matthews giocò due partite del Torneo Interbritannico contro Galles e Irlanda, mettendo a segno una rete contro la prima.
Il 1939 fu l'ultimo anno dove la Nazionale inglese organizzò una serie d'incontro poiché sarebbe scoppiata di lì a poco la seconda guerra mondiale. La prima partita fu contro l'Italia, 5 anni dopo la Battaglia di Highbury. Questa volta la partita terminò in pareggio (2-2) e Matthews uscì dal campo con l'osso iliaco scheggiato. La partita seguente fu una sconfitta per 2-1 contro la Jugoslavia dove lui ed Eddie Hapgood sostennero infortuni che gli impedirono di partecipare alla partita seguente contro la Romania, fu quindi questa l'ultima partita ufficiale giocata con l'Inghilterra prima dell'inizio della guerra.
Passarono 8 anni prima che Matthews giocasse nuovamente una partita ufficiale con la maglia inglese, un pareggio per 1-1 il 12 aprile 1947 contro la Scozia a Wembley. Nel mese di maggio prese parte a delle amichevoli contro Svizzera e Portogallo, quest'ultima terminò con un rocambolesco 10-0 con ultima marcatura di Matthews. Nel mese di settembre sfoderò una delle migliori partita con la Nazionale, facendo 5 assist nella vittoria per 5-2 contro il Belgio.
Nel 1948 fu sottoposto a un'indagine da parte della FA per aver rivendicato tra le sue spese del tè e degli scones dopo una vittoria nel mese di aprile. Nonostante ciò il mese successivo giocò contro l'Italia a Torino dove l'Inghilterra registrò una vittoria da record per 0-4. Secondo una credenza Matthews, una volta battuto l'avversario Alberto Eliani, ebbe la sfacciataggine di uscire durante un'azione di gioco un pettine dalla tasca dei pantaloncini per pettinarsi i capelli, in realtà usò semplicemente la mano per asciugarsi del sudore in fronte. Ciononostante questa leggenda lo seguì anche negli anni successivi della sua vita e gli spettatori si convinsero di avere testimoniato al gesto. Proseguì l'anno giocando diverse altre partite con la maglia della Nazionale.

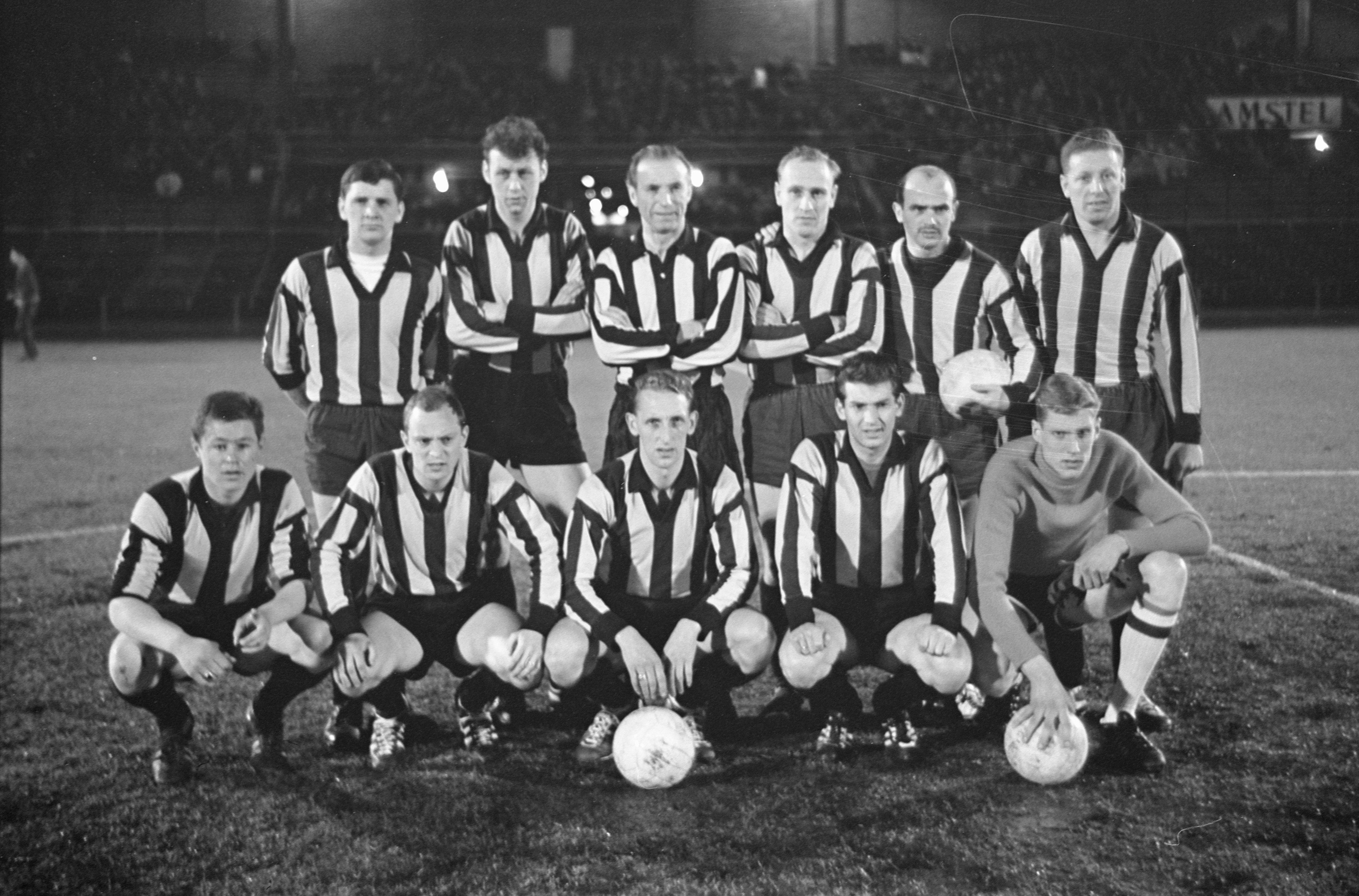
Matthews insieme ad una squadra di dilettanti olandesi nel 1962

Nel 1949 giocò solamente una partita (una sconfitta per 3-1 contro la Scozia) – questo perché l'allenatore Walter Winterbottom cercava un'ala più difensiva per il suo gioco. Solamente dopo aver impressionato per rendimento in una tournée in Canada con la FA fu incluso come ultima scelta nella lista dei giocatori partecipanti alla Coppa del Mondo 1950. Non giocò né nella vittoria contro il Cile né nel Miracolo di Belo Horizonte, limitandosi all'ultima partita del torneo per la Nazionale, una sconfitta per 1-0 contro la Nazionale spagnola. La débâcle in Brasile della Nazionale fu a causa del fatto che la FA non prese seriamente in considerazione la competizione e l'hotel dove alloggiavano serviva cibo sgradevole e mancava di strutture per allenarsi.
Dal Mondiale in poi giocò solamente due partite, per poi trovarsi nuovamente nel giro della Nazionale per via della "finale di Matthews". Fu scelto per giocare contro l'Aranycsapat il 25 novembre 1953, una partita passata alla storia dove si scontrarono due delle migliori scuole di calcio mondiali e dove i magiari trionfarono per 3-6. Matthews incolpò la FA e i selezionatori per la pesante sconfitta, ma riservò grande ammirazione per l'Ungheria e Puskás.
Nel 1954 fu convocato per un altro Mondiale dove giocò nel pareggio per 4-4 contro il Belgio e nella sconfitta per 4-2 contro Uruguay a causa di alcuni errori del portiere Gil Merrick. Nel corso dell'anno giocò anche la partita dove l'Inghilterra vinse per 3-1 contro i campioni del mondo della Germania Ovest.
Nell'aprile del 1955 la Nazionale inglese dominò quella scozzese imponendosi per 7-2, e l'ampio margine della vittoria fu attribuito in gran parte a Matthews, che aveva già compiuto 40 anni. Partecipò poi all'infruttuosa tournée europea di quell'anno dove, a causa delle inaffidabili scelte dei selezionatori l'Inghilterra raccolse due sconfitte contro Francia e Portogallo e un pareggio contro la Spagna. Escluso contro la Nazionale danese, tornò in ottobre contro quella gallese in un pareggio per 1-1.
Dopo aver vinto l'edizione inaugurale del Pallone d'oro nel 1956, fu richiamato in Nazionale nel mese di maggio per una gara contro i futuri campioni del mondo del Brasile che persero per 4-2. Rifiutò di partecipare alla tournée estiva di quell'anno essendosi già impegnato di allenare in Sudafrica in quel periodo. Nella partita successiva contro Irlanda del Nord il 6 ottobre 1956, a 41 anni e 248 divenne il giocatore inglese più anziano a marcare una rete in una partita internazionale.
Partecipò infine a tre partite per le qualificazioni al mondiale del 1958, nell'ultima partita di queste, una vittoria per 1-4 contro la Danimarca a Copenaghen divenne il giocatore più anziano di sempre a rappresentare l'Inghilterra a 42 anni e 104 giorni di età. La stampa sportiva fece pressioni ai selezionatori perché includessero Matthews nell'elenco dei partecipanti al Mondiale del 1958, che venne tuttavia escluso. Quella in terra danese fu quindi la sua ultima partita con i Tre leoni. La sua carriera con la Nazionale inglese fu quella più longeva di sempre durando 23 anni.

### Allenatore

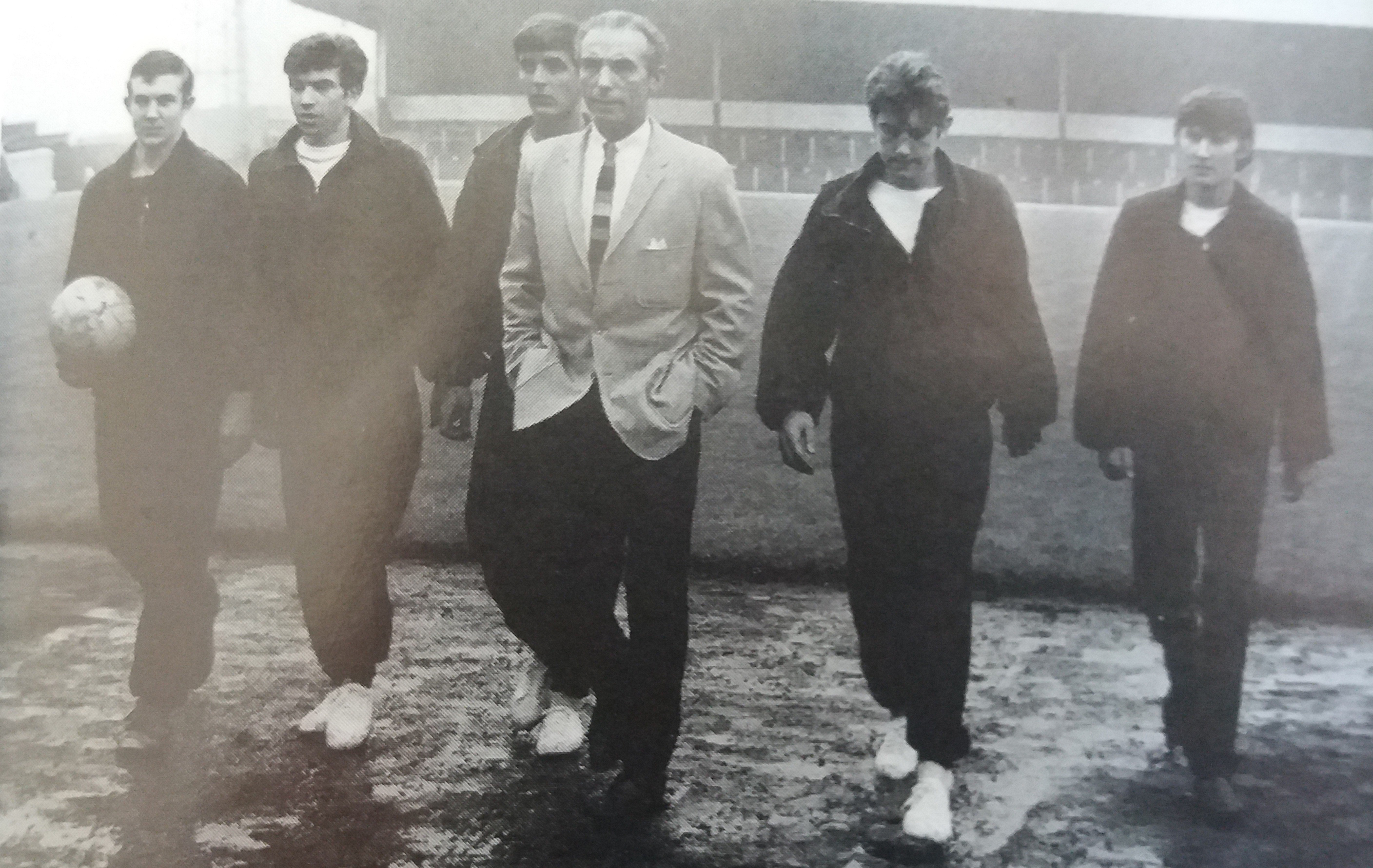
Matthews da allenatore del Port Vale insieme ad alcuni giovani

Matthews fu ingaggiato come allenatore del Port Vale, squadra rivale dello Stoke, insieme all'amico Jackie Mudie nel luglio 1965; non riceveva alcuno stipendio, ma in compenso aveva il rimborso delle spese La coppia aveva in mente di portare in squadra diversi calciatori giovani per poi rivenderne qualcuno per migliorare la difficile situazione economica della squadra, accompagnando questa strategia con i risultati sul campo; nella sua autobiografia Matthews affermò che le sue intenzioni erano state raggiunte successivamente da Dario Gradi col Crewe Alexandra. Matthews concentrò le sue ricerche nel Nord Est e nel centro della Scozia.
Dopo le dimissioni di Mudie nel maggio del 1967 Matthews ricevette il completo controllo della squadra. Non riusci ad avere successo in questa nuova avventura dal momento che il Port Vale venne espulso dalla Football League per irregolarità finanziarie. Per far riammettere la società nella Football League arrivò a supplicare altri club di riammettere il Port Vale nella lega, cosa che debitamente fecero per rispetto della sua figura di leggenda del calcio inglese. Lasciò l'incarico di allenatore della squadra nel maggio del 1968 per proseguire a lavorare con la squadra giovanile, nonostante la società fosse in debito con lui di 9.000 sterline. Un accordo finale venne raggiunto nel dicembre del 1970 quando il Port Vale pagò 3.300 sterline e la restante somma venne cancellata. Roy Sposon, un giocatore che militò per oltre 23 anni nel Port Vale, dichiarò opinò così su Matthews: «[Matthews] si fidava di persone di cui non si sarebbe mai dovuto fidare e la gente si servì di lui. Sono sicuro che molta gente si approfittò di lui». Quest'esperienza indispettì Matthews e lo persuase a non intraprendere nuovamente la carriera da allenatore in Inghilterra.
Ogni estate dal 1953 al 1978 Matthews si recava in Africa per allenare ragazzini locali senza mezzi economici, passando da Nigeria, Ghana, Uganda, Tanzania e Sudafrica. Proprio in quest'ultima nel 1975 sfidò l'apartheid formando una squadra di scolari neri a Soweto chiamandola Stan's Men. I componenti della squadra riferirono a Matthews che il loro sogno era di giocare in Brasile, per realizzarlo quindi organizzò una tournée nel paese sudamericano, rendendo così la prima squadra di calciatori neri a giocare fuori dal Sudafrica Non avendo disponibilità economiche per finanziare la tournée decise di farsi sponsorizzare dalla Coca-Cola e dal giornale Johannesburg Sunday Times. Le autorità sudafricane non vollero causare incidenti internazionale e quindi non preclusero alla squadra la partenza per Rio de Janeiro, dove avrebbe incontrato la leggenda calcistica Zico. Durante questo viaggio Matthews conobbe Ronnie Biggs. Il capitano della compagine, Gilbert Moiloa, durante il viaggio di ritorno si riferì a Matthews come un "uomo nero con la faccia bianca".

## Statistiche

### Presenze e reti nei club
| Stagione          | Club              | Campionato        | Campionato | Campionato | Coppe nazionali | Coppe nazionali | Coppe nazionali | Altre coppe | Altre coppe | Altre coppe | Totale | Totale |
| Stagione          | Club              | Comp              | Pres       | Reti       | Comp            | Pres            | Reti            | Comp        | Pres        | Reti        | Pres   | Reti   |
| ----------------- | ----------------- | ----------------- | ---------- | ---------- | --------------- | --------------- | --------------- | ----------- | ----------- | ----------- | ------ | ------ |
| 1931-1932         | Stoke City        | SD                | 2          | 0          | FACup           | 0               | 0               | -           | -           | -           | 2      | 0      |
| 1932-1933         | Stoke City        | SD                | 15         | 1          | FACup           | 0               | 0               | -           | -           | -           | 15     | 1      |
| 1933-1934         | Stoke City        | FD                | 29         | 11         | FACup           | 4               | 4               | -           | -           | -           | 33     | 15     |
| 1934-1935         | Stoke City        | FD                | 36         | 10         | FACup           | 1               | 1               | -           | -           | -           | 37     | 11     |
| 1935-1936         | Stoke City        | FD                | 40         | 10         | FACup           | 5               | 0               | -           | -           | -           | 45     | 10     |
| 1936-1937         | Stoke City        | FD                | 40         | 7          | FACup           | 2               | 0               | -           | -           | -           | 42     | 7      |
| 1937-1938         | Stoke City        | FD                | 38         | 6          | FACup           | 3               | 0               | -           | -           | -           | 41     | 6      |
| 1938-1939         | Stoke City        | FD                | 36         | 2          | FACup           | 2               | 0               | -           | -           | -           | 38     | 2      |
| 1939-1940         | Stoke City        | FD                | 3          | 0          | –               | –               | –               | -           | -           | -           | 3      | 0      |
| 1945-1946         | Stoke City        | –                 | –          | –          | FACup           | 8               | 0               | -           | -           | -           | 8      | 0      |
| 1946-1947         | Stoke City        | FD                | 23         | 4          | FACup           | 5               | 1               | -           | -           | -           | 28     | 4      |
| 1947-1948         | Blackpool         | FD                | 33         | 1          | FACup           | 6               | 0               | -           | -           | -           | 39     | 1      |
| 1948-1949         | Blackpool         | FD                | 25         | 3          | FACup           | 3               | 0               | -           | -           | -           | 28     | 3      |
| 1949-1950         | Blackpool         | FD                | 31         | 0          | FACup           | 3               | 0               | -           | -           | -           | 34     | 0      |
| 1950-1951         | Blackpool         | FD                | 36         | 0          | FACup           | 8               | 0               | -           | -           | -           | 44     | 0      |
| 1951-1952         | Blackpool         | FD                | 18         | 1          | FACup           | 1               | 0               | -           | -           | -           | 19     | 1      |
| 1952-1953         | Blackpool         | FD                | 20         | 4          | FACup           | 7               | 1               | -           | -           | -           | 27     | 5      |
| 1953-1954         | Blackpool         | FD                | 30         | 2          | FACup           | 7               | 0               | -           | -           | -           | 37     | 2      |
| 1954-1955         | Blackpool         | FD                | 34         | 1          | FACup           | 1               | 0               | -           | -           | -           | 35     | 1      |
| 1955-1956         | Blackpool         | FD                | 36         | 3          | FACup           | 1               | 0               | -           | -           | -           | 37     | 3      |
| 1956-1957         | Blackpool         | FD                | 25         | 2          | FACup           | 4               | 0               | -           | -           | -           | 29     | 2      |
| 1957-1958         | Blackpool         | FD                | 28         | 0          | FACup           | 1               | 0               | -           | -           | -           | 29     | 0      |
| 1958-1959         | Blackpool         | FD                | 19         | 0          | FACup           | 6               | 0               | -           | -           | -           | 25     | 0      |
| 1959-1960         | Blackpool         | FD                | 15         | 0          | FACup           | 0               | 0               | -           | -           | -           | 15     | 0      |
| 1960-1961         | Blackpool         | FD                | 27         | 0          | FACup           | 1               | 0               | -           | -           | -           | 28     | 0      |
| ott. 1961         | Blackpool         | FD                | 2          | 0          | FACup           | 2               | 0               | -           | -           | -           | 2      | 0      |
| Totale Blackpool  | Totale Blackpool  | Totale Blackpool  | 379        | 17         |                 | 49              | 1               |             | -           | -           | 428    | 18     |
| ott. 1961-1962    | Stoke City        | SD                | 18         | 2          | FACup           | 3               | 1               | -           | -           | -           | 21     | 2      |
| 1962-1963         | Stoke City        | SD                | 31         | 1          | FACup           | 0               | 0               | -           | -           | -           | 31     | 1      |
| 1963-1964         | Stoke City        | FD                | 9          | 0          | FACup           | 4               | 1               | -           | -           | -           | 13     | 1      |
| 1964-1965         | Stoke City        | FD                | 1          | 0          | FACup           | 0               | 0               | -           | -           | -           | 1      | 0      |
| Totale Stoke City | Totale Stoke City | Totale Stoke City | 318        | 54         |                 | 37              | 8               |             | -           | -           | 355    | 62     |
| Totale            | Totale            | Totale            | 697        | 71         |                 | 86              | 9               |             | -           | -           | 783    | 96     |

### Cronologia presenze e reti in nazionale
| Cronologia completa delle presenze e delle reti in nazionale ― Inghilterra | Cronologia completa delle presenze e delle reti in nazionale ― Inghilterra | Cronologia completa delle presenze e delle reti in nazionale ― Inghilterra | Cronologia completa delle presenze e delle reti in nazionale ― Inghilterra | Cronologia completa delle presenze e delle reti in nazionale ― Inghilterra | Cronologia completa delle presenze e delle reti in nazionale ― Inghilterra | Cronologia completa delle presenze e delle reti in nazionale ― Inghilterra | Cronologia completa delle presenze e delle reti in nazionale ― Inghilterra |
| Data                                                                       | Città                                                                      | In casa                                                                    | Risultato                                                                  | Ospiti                                                                     | Competizione                                                               | Reti                                                                       | Note                                                                       |
| -------------------------------------------------------------------------- | -------------------------------------------------------------------------- | -------------------------------------------------------------------------- | -------------------------------------------------------------------------- | -------------------------------------------------------------------------- | -------------------------------------------------------------------------- | -------------------------------------------------------------------------- | -------------------------------------------------------------------------- |
| 29-9-1934                                                                  | Cardiff                                                                    | Galles                                                                     | 0 – 4                                                                      | Inghilterra                                                                | Torneo Interbritannico                                                     | 1                                                                          |                                                                            |
| 14-11-1934                                                                 | Londra                                                                     | Inghilterra                                                                | 3 – 2                                                                      | Italia                                                                     | Amichevole                                                                 | -                                                                          |                                                                            |
| 4-12-1935                                                                  | Londra                                                                     | Inghilterra                                                                | 3 – 0                                                                      | Germania                                                                   | Amichevole                                                                 | -                                                                          |                                                                            |
| 17-4-1937                                                                  | Glasgow                                                                    | Scozia                                                                     | 3 – 1                                                                      | Inghilterra                                                                | Torneo Interbritannico                                                     | -                                                                          |                                                                            |
| 17-11-1937                                                                 | Middlesbrough                                                              | Inghilterra                                                                | 2 – 1                                                                      | Galles                                                                     | Torneo Interbritannico                                                     | 1                                                                          |                                                                            |
| 1-12-1937                                                                  | Londra                                                                     | Inghilterra                                                                | 5 – 4                                                                      | Cecoslovacchia                                                             | Amichevole                                                                 | 3                                                                          |                                                                            |
| 9-4-1938                                                                   | Londra                                                                     | Inghilterra                                                                | 0 – 1                                                                      | Scozia                                                                     | Torneo Interbritannico                                                     | -                                                                          |                                                                            |
| 14-5-1938                                                                  | Berlino                                                                    | Germania                                                                   | 3 – 6                                                                      | Inghilterra                                                                | Amichevole                                                                 | 1                                                                          |                                                                            |
| 21-5-1938                                                                  | Zurigo                                                                     | Svizzera                                                                   | 2 – 1                                                                      | Inghilterra                                                                | Amichevole                                                                 | -                                                                          |                                                                            |
| 26-5-1938                                                                  | Parigi                                                                     | Francia                                                                    | 2 – 4                                                                      | Inghilterra                                                                | Amichevole                                                                 | -                                                                          |                                                                            |
| 22-10-1938                                                                 | Cardiff                                                                    | Galles                                                                     | 4 – 2                                                                      | Inghilterra                                                                | Torneo Interbritannico                                                     | 1                                                                          |                                                                            |
| 9-11-1938                                                                  | Newcastle                                                                  | Inghilterra                                                                | 4 – 0                                                                      | Norvegia                                                                   | Amichevole                                                                 | -                                                                          |                                                                            |
| 16-11-1938                                                                 | Manchester                                                                 | Inghilterra                                                                | 7 – 0                                                                      | Irlanda                                                                    | Torneo Interbritannico                                                     | 1                                                                          |                                                                            |
| 15-4-1939                                                                  | Glasgow                                                                    | Scozia                                                                     | 1 – 2                                                                      | Inghilterra                                                                | Torneo Interbritannico                                                     | -                                                                          |                                                                            |
| 13-5-1939                                                                  | Milano                                                                     | Italia                                                                     | 2 – 2                                                                      | Inghilterra                                                                | Amichevole                                                                 | -                                                                          |                                                                            |
| 18-5-1939                                                                  | Belgrado                                                                   | Jugoslavia                                                                 | 2 – 1                                                                      | Inghilterra                                                                | Amichevole                                                                 | -                                                                          |                                                                            |
| 12-4-1947                                                                  | Londra                                                                     | Inghilterra                                                                | 1 – 1                                                                      | Scozia                                                                     | Torneo Interbritannico                                                     | -                                                                          |                                                                            |
| 18-5-1947                                                                  | Zurigo                                                                     | Svizzera                                                                   | 1 – 0                                                                      | Inghilterra                                                                | Amichevole                                                                 | -                                                                          |                                                                            |
| 25-5-1947                                                                  | Lisbona                                                                    | Portogallo                                                                 | 0 – 10                                                                     | Inghilterra                                                                | Amichevole                                                                 | 1                                                                          |                                                                            |
| 21-9-1947                                                                  | Bruxelles                                                                  | Belgio                                                                     | 2 – 5                                                                      | Inghilterra                                                                | Amichevole                                                                 | -                                                                          |                                                                            |
| 18-10-1947                                                                 | Cardiff                                                                    | Galles                                                                     | 0 – 3                                                                      | Inghilterra                                                                | Torneo Interbritannico                                                     | -                                                                          |                                                                            |
| 5-11-1947                                                                  | Liverpool                                                                  | Inghilterra                                                                | 2 – 2                                                                      | Irlanda                                                                    | Torneo Interbritannico                                                     | -                                                                          |                                                                            |
| 10-4-1948                                                                  | Glasgow                                                                    | Scozia                                                                     | 0 – 2                                                                      | Inghilterra                                                                | Torneo Interbritannico                                                     | -                                                                          |                                                                            |
| 16-5-1948                                                                  | Torino                                                                     | Italia                                                                     | 0 – 4                                                                      | Inghilterra                                                                | Amichevole                                                                 | -                                                                          |                                                                            |
| 26-9-1948                                                                  | Copenaghen                                                                 | Danimarca                                                                  | 0 – 0                                                                      | Inghilterra                                                                | Amichevole                                                                 | -                                                                          |                                                                            |
| 9-10-1948                                                                  | Belfast                                                                    | Irlanda                                                                    | 2 – 6                                                                      | Inghilterra                                                                | Torneo Interbritannico                                                     | 1                                                                          |                                                                            |
| 10-11-1948                                                                 | Birmingham                                                                 | Inghilterra                                                                | 1 – 0                                                                      | Galles                                                                     | Torneo Interbritannico                                                     | -                                                                          |                                                                            |
| 2-12-1948                                                                  | Londra                                                                     | Inghilterra                                                                | 6 – 0                                                                      | Svizzera                                                                   | Amichevole                                                                 | -                                                                          |                                                                            |
| 9-4-1949                                                                   | Londra                                                                     | Inghilterra                                                                | 1 – 3                                                                      | Scozia                                                                     | Torneo Interbritannico                                                     | -                                                                          |                                                                            |
| 2-7-1950                                                                   | Rio de Janeiro                                                             | Spagna                                                                     | 1 – 0                                                                      | Inghilterra                                                                | Mondiali 1950                                                              | -                                                                          |                                                                            |
| 7-10-1950                                                                  | Belfast                                                                    | Irlanda del Nord                                                           | 1 – 4                                                                      | Inghilterra                                                                | Torneo Interbritannico                                                     | -                                                                          |                                                                            |
| 14-4-1951                                                                  | Londra                                                                     | Inghilterra                                                                | 2 – 3                                                                      | Scozia                                                                     | Torneo Interbritannico                                                     | -                                                                          |                                                                            |
| 11-11-1953                                                                 | Liverpool                                                                  | Inghilterra                                                                | 3 – 1                                                                      | Irlanda del Nord                                                           | Qual. Mondiali 1954                                                        | -                                                                          |                                                                            |
| 25-11-1953                                                                 | Londra                                                                     | Inghilterra                                                                | 3 – 6                                                                      | Ungheria                                                                   | Amichevole                                                                 | -                                                                          |                                                                            |
| 17-6-1954                                                                  | Basilea                                                                    | Inghilterra                                                                | 4 – 4                                                                      | Belgio                                                                     | Mondiali 1954                                                              | -                                                                          |                                                                            |
| 26-6-1954                                                                  | Basilea                                                                    | Uruguay                                                                    | 4 – 2                                                                      | Inghilterra                                                                | Mondiali 1954                                                              | -                                                                          |                                                                            |
| 2-10-1954                                                                  | Belfast                                                                    | Irlanda del Nord                                                           | 0 – 2                                                                      | Inghilterra                                                                | Torneo Interbritannico                                                     | -                                                                          |                                                                            |
| 10-11-1954                                                                 | Londra                                                                     | Inghilterra                                                                | 3 – 2                                                                      | Galles                                                                     | Torneo Interbritannico                                                     | -                                                                          |                                                                            |
| 1-12-1954                                                                  | Londra                                                                     | Inghilterra                                                                | 3 – 1                                                                      | Germania Ovest                                                             | Amichevole                                                                 | -                                                                          |                                                                            |
| 2-4-1955                                                                   | Londra                                                                     | Inghilterra                                                                | 7 – 2                                                                      | Scozia                                                                     | Torneo Interbritannico                                                     | -                                                                          |                                                                            |
| 15-5-1955                                                                  | Parigi                                                                     | Francia                                                                    | 1 – 0                                                                      | Inghilterra                                                                | Amichevole                                                                 | -                                                                          |                                                                            |
| 18-5-1955                                                                  | Madrid                                                                     | Spagna                                                                     | 1 – 1                                                                      | Inghilterra                                                                | Amichevole                                                                 | -                                                                          |                                                                            |
| 22-5-1955                                                                  | Porto                                                                      | Portogallo                                                                 | 3 – 1                                                                      | Inghilterra                                                                | Amichevole                                                                 | -                                                                          |                                                                            |
| 22-10-1954                                                                 | Cardiff                                                                    | Galles                                                                     | 2 – 1                                                                      | Inghilterra                                                                | Torneo Interbritannico                                                     | -                                                                          |                                                                            |
| 9-5-1956                                                                   | Londra                                                                     | Inghilterra                                                                | 4 – 2                                                                      | Brasile                                                                    | Amichevole                                                                 | -                                                                          |                                                                            |
| 6-10-1956                                                                  | Belfast                                                                    | Irlanda del Nord                                                           | 1 – 1                                                                      | Inghilterra                                                                | Torneo Interbritannico                                                     | 1                                                                          |                                                                            |
| 14-11-1956                                                                 | Londra                                                                     | Inghilterra                                                                | 3 – 1                                                                      | Galles                                                                     | Torneo Interbritannico                                                     | -                                                                          |                                                                            |
| 28-11-1956                                                                 | Londra                                                                     | Inghilterra                                                                | 3 – 0                                                                      | Jugoslavia                                                                 | Amichevole                                                                 | -                                                                          |                                                                            |
| 5-12-1956                                                                  | Wolverhampton                                                              | Inghilterra                                                                | 5 – 2                                                                      | Danimarca                                                                  | Qual. Mondiali 1958                                                        | -                                                                          |                                                                            |
| 6-4-1957                                                                   | Londra                                                                     | Inghilterra                                                                | 2 – 1                                                                      | Scozia                                                                     | Torneo Interbritannico                                                     | -                                                                          |                                                                            |
| 8-5-1957                                                                   | Londra                                                                     | Inghilterra                                                                | 5 – 1                                                                      | Irlanda                                                                    | Qual. Mondiali 1958                                                        | -                                                                          |                                                                            |
| 15-5-1957                                                                  | Copenaghen                                                                 | Danimarca                                                                  | 1 – 4                                                                      | Inghilterra                                                                | Qual. Mondiali 1958                                                        | -                                                                          |                                                                            |
| Totale                                                                     |                                                                            | Presenze                                                                   | 52                                                                         |                                                                            | Reti                                                                       | 10                                                                         |                                                                            |

| Cronologia completa delle presenze e delle reti in nazionale (partite non ufficiali) ― Inghilterra | Cronologia completa delle presenze e delle reti in nazionale (partite non ufficiali) ― Inghilterra | Cronologia completa delle presenze e delle reti in nazionale (partite non ufficiali) ― Inghilterra | Cronologia completa delle presenze e delle reti in nazionale (partite non ufficiali) ― Inghilterra | Cronologia completa delle presenze e delle reti in nazionale (partite non ufficiali) ― Inghilterra | Cronologia completa delle presenze e delle reti in nazionale (partite non ufficiali) ― Inghilterra | Cronologia completa delle presenze e delle reti in nazionale (partite non ufficiali) ― Inghilterra | Cronologia completa delle presenze e delle reti in nazionale (partite non ufficiali) ― Inghilterra |
| Data                                                                                               | Città                                                                                              | In casa                                                                                            | Risultato                                                                                          | Ospiti                                                                                             | Competizione                                                                                       | Reti                                                                                               | Note                                                                                               |
| -------------------------------------------------------------------------------------------------- | -------------------------------------------------------------------------------------------------- | -------------------------------------------------------------------------------------------------- | -------------------------------------------------------------------------------------------------- | -------------------------------------------------------------------------------------------------- | -------------------------------------------------------------------------------------------------- | -------------------------------------------------------------------------------------------------- | -------------------------------------------------------------------------------------------------- |
| 26-10-1938                                                                                         | Londra                                                                                             | Inghilterra                                                                                        | 3 – 0                                                                                              | Resto d'Europa                                                                                     | Amichevole                                                                                         | 1                                                                                                  | |
| 18-11-1939                                                                                         | Wrexham                                                                                            | Galles                                                                                             | 2 – 3                                                                                              | Inghilterra                                                                                        | Amichevole                                                                                         | -                                                                                                  | |
| 2-12-1939                                                                                          | Newcastle                                                                                          | Inghilterra                                                                                        | 2 – 1                                                                                              | Scozia                                                                                             | Amichevole                                                                                         | -                                                                                                  | |
| 13-4-1940                                                                                          | Londra                                                                                             | Inghilterra                                                                                        | 0 – 1                                                                                              | Galles                                                                                             | Amichevole                                                                                         | -                                                                                                  | |
| 11-5-1940                                                                                          | Glasgow                                                                                            | Scozia                                                                                             | 1 – 1                                                                                              | Inghilterra                                                                                        | Amichevole                                                                                         | -                                                                                                  | |
| 3-5-1941                                                                                           | Glasgow                                                                                            | Scozia                                                                                             | 1 – 3                                                                                              | Inghilterra                                                                                        | Amichevole                                                                                         | -                                                                                                  | |
| 4-10-1941                                                                                          | Londra                                                                                             | Inghilterra                                                                                        | 0 – 2                                                                                              | Scozia                                                                                             | Amichevole                                                                                         | -                                                                                                  | |
| 25-10-1941                                                                                         | Birmingham                                                                                         | Inghilterra                                                                                        | 2 – 1                                                                                              | Galles                                                                                             | Amichevole                                                                                         | -                                                                                                  | |
| 17-1-1942                                                                                          | Londra                                                                                             | Inghilterra                                                                                        | 3 – 0                                                                                              | Scozia                                                                                             | Amichevole                                                                                         | -                                                                                                  | |
| 18-4-1942                                                                                          | Glasgow                                                                                            | Scozia                                                                                             | 5 – 4                                                                                              | Inghilterra                                                                                        | Amichevole                                                                                         | -                                                                                                  | |
| 10-10-1942                                                                                         | Londra                                                                                             | Inghilterra                                                                                        | 0 – 0                                                                                              | Scozia                                                                                             | Amichevole                                                                                         | -                                                                                                  | |
| 24-10-1942                                                                                         | Wolverhampton                                                                                      | Inghilterra                                                                                        | 1 – 2                                                                                              | Galles                                                                                             | Amichevole                                                                                         | -                                                                                                  | |
| 27-2-1943                                                                                          | Londra                                                                                             | Inghilterra                                                                                        | 5 – 3                                                                                              | Galles                                                                                             | Amichevole                                                                                         | -                                                                                                  | |
| 17-4-1943                                                                                          | Glasgow                                                                                            | Scozia                                                                                             | 0 – 4                                                                                              | Inghilterra                                                                                        | Amichevole                                                                                         | -                                                                                                  | |
| 8-5-1943                                                                                           | Cardiff                                                                                            | Galles                                                                                             | 1 – 1                                                                                              | Inghilterra                                                                                        | Amichevole                                                                                         | -                                                                                                  | |
| 25-9-1943                                                                                          | Londra                                                                                             | Inghilterra                                                                                        | 8 – 3                                                                                              | Galles                                                                                             | Amichevole                                                                                         | -                                                                                                  | |
| 16-10-1943                                                                                         | Manchester                                                                                         | Inghilterra                                                                                        | 8 – 0                                                                                              | Scozia                                                                                             | Amichevole                                                                                         | 1                                                                                                  | |
| 19-2-1944                                                                                          | Londra                                                                                             | Inghilterra                                                                                        | 6 – 2                                                                                              | Scozia                                                                                             | Amichevole                                                                                         | -                                                                                                  | |
| 22-4-1944                                                                                          | Glasgow                                                                                            | Scozia                                                                                             | 2 – 3                                                                                              | Inghilterra                                                                                        | Amichevole                                                                                         | -                                                                                                  | |
| 16-9-1944                                                                                          | Liverpool                                                                                          | Inghilterra                                                                                        | 2 – 2                                                                                              | Galles                                                                                             | Amichevole                                                                                         | -                                                                                                  | |
| 14-10-1944                                                                                         | Londra                                                                                             | Inghilterra                                                                                        | 6 – 2                                                                                              | Scozia                                                                                             | Amichevole                                                                                         | -                                                                                                  | |
| 3-2-1945                                                                                           | Birmingham                                                                                         | Inghilterra                                                                                        | 3 – 2                                                                                              | Scozia                                                                                             | Amichevole                                                                                         | -                                                                                                  | |
| 14-4-1945                                                                                          | Glasgow                                                                                            | Scozia                                                                                             | 1 – 6                                                                                              | Inghilterra                                                                                        | Amichevole                                                                                         | 1                                                                                                  | |
| 5-5-1945                                                                                           | Cardiff                                                                                            | Galles                                                                                             | 2 – 3                                                                                              | Inghilterra                                                                                        | Amichevole                                                                                         | -                                                                                                  | |
| 26-5-1945                                                                                          | Londra                                                                                             | Inghilterra                                                                                        | 2 – 2                                                                                              | Francia                                                                                            | Amichevole                                                                                         | -                                                                                                  | |
| 15-9-1945                                                                                          | Belfast                                                                                            | Irlanda del Nord                                                                                   | 0 – 1                                                                                              | Inghilterra                                                                                        | Amichevole                                                                                         | -                                                                                                  | |
| 20-10-1945                                                                                         | West Bromwich                                                                                      | Inghilterra                                                                                        | 1 – 0                                                                                              | Galles                                                                                             | Amichevole                                                                                         | -                                                                                                  | |
| 19-1-1946                                                                                          | Londra                                                                                             | Inghilterra                                                                                        | 2 – 0                                                                                              | Belgio                                                                                             | Amichevole                                                                                         | -                                                                                                  | |
| 24-4-1946                                                                                          | Manchester                                                                                         | Inghilterra                                                                                        | 2 – 2                                                                                              | Scozia                                                                                             | Amichevole                                                                                         | -                                                                                                  | |
| 11-5-1946                                                                                          | Londra                                                                                             | Inghilterra                                                                                        | 4 – 1                                                                                              | Svizzera                                                                                           | Amichevole                                                                                         | -                                                                                                  | |
| 19-5-1946                                                                                          | Parigi                                                                                             | Francia                                                                                            | 2 – 1                                                                                              | Inghilterra                                                                                        | Amichevole                                                                                         | -                                                                                                  | |
| 21-10-1953                                                                                         | Londra                                                                                             | Inghilterra                                                                                        | 4 – 4                                                                                              | Resto del Mondo                                                                                    | Amichevole                                                                                         | | |
| Totale                                                                                             | | Presenze                                                                                           | 32                                                                                                 | | Reti                                                                                               | 3                                                                                                  | |

## Palmarès

### Club
- Second Division: 2

Stoke City: 1932-1933, 1962-1963
- Coppa d'Inghilterra: 1

Blackpool: 1952-1953

### Nazionale
- Torneo Interbritannico: 9

1935, 1938, 1939, 1947, 1948, 1950, 1952, 1954, 1955

### Individuale
- Giocatore dell'anno della FWA: 2

1948, 1963
- Pallone d'oro: 1

1956
- Inserimento nella Hall of Fame del calcio inglese:

2002
- Candidato al Dream Team del Pallone d'oro (2020)

### Videografia
- Federico Ferri, Federico Buffa, Storie Mondiali: Il Maracanazo (1950), Sky Sport, 2014.